# Cryptocline taxicola
Cryptocline taxicola är en svampart som först beskrevs av Allesch., och fick sitt nu gällande namn av Franz Petrak 1925. Cryptocline taxicola ingår i släktet Cryptocline, ordningen disksvampar, klassen Leotiomycetes, divisionen sporsäcksvampar och riket svampar.   Inga underarter finns listade i Catalogue of Life.